# Ruta de las Icnitas

Ruta de las Icnitas de las Tierras Altas de Soria.

La Ruta de las Icnitas o Ruta de las Icnitas de las Tierras Altas de Soria, es una ruta que discurre por la Comarca de Tierras Altas, en el norte de la provincia de Soria, en la comunidad autónoma de Castilla y León, en España. 
Las icnitas, huellas fosilizadas de dinosaurios, de la provincia de Soria están consideradas como las más antiguas de España, aunque existen sedimentos similares en otras provincias, como Burgos, la Rioja o Teruel.

## Itinerarios

### Ruta Oeste
- Los Campos
- Santa Cruz de Yanguas
- Bretún
- Villar del Río

### Ruta Este
- Matasejún
- San Pedro Manrique
- Ventosa de San Pedro
- Villar del Río

### Rutas a pie
- Villar del Río
- Bretún, Yacimiento de Serrantes
- Bretún, Yacimiento de Valdegén

## Enlaces
- Ruta de las Icnitas

- Datos: Q18419186